# Кассагумахі
Кассагумахі (рос. Кассагумахи) — село на Сюргінській дільниці Акушинського району, Дагестану Росії. Входить до складу муніципального утворення Сільрада Кассагумахинська.
Населення — 138 (2010).

## Географія
Розташоване межі з Кулінським районом.

## Історія
Засноване переселенцями з села Наці. Точної дати заснування немає. По надписам на надмогильних каменях — селу 200—300 років, але враховуючи, що на початках померлих возили в рідне Наці, то селу може бути і 500—600.
В селі є лінії електропередачі, але через сильні вітри селяни часто і довго сидять без світла, бо дороги тут такі, що ніяким хлібом не заманиш чужого водія. В сільраді був колись телефон, але провід вкрали «нові горяни». Від недавна в селі в деяких місцях можна зловити мобільний сигнал Білайн, і коли потрібно подзвонити то лізуть на гору.
Декілька десятків років кассагці живуть без мечеті. Вперше за пів століття тут чути звуки азану, покищо тільки по п'ятницях (кілька людей збираються на джамаат-намаз).

## Населення
За даними перепису населення 2002 року в селі мешкало 179 осіб. В тому числі 80 (44.69 %) чоловіків та 99 (55.31 %) жінок.
Переважна більшість мешканців — даргинці (99 % від усіх мешканців). У селі переважає сирхинсько-тантинська мова.
У 1959 році в селі проживало 904 осіб.